# I figli del capitano Grant (film 1913)
I figli del capitano Grant (Les Enfants du capitaine Grant) è un film muto del 1913 diretto da  Victorin-Hippolyte Jasset, Henry Roussel, Joseph Faivre.

## Trama
Il capitano Grant, salvatosi dal naufragio della sua nave, riesce a mandare un messaggio di aiuto dentro a una bottiglia. I figli del capitano si mettono sulle tracce del padre, ma nel messaggio - rovinato dall'acqua di mare - si riesce a leggere solo la latitudine.

## Produzione
Il film, tratto dal romanzo omonimo di Jules Verne, fu prodotto dalla Société Française des Films Éclair.

## Distribuzione
Venne distribuito in Italia dall'Éclair nel giugno 1915.